# 유체역학

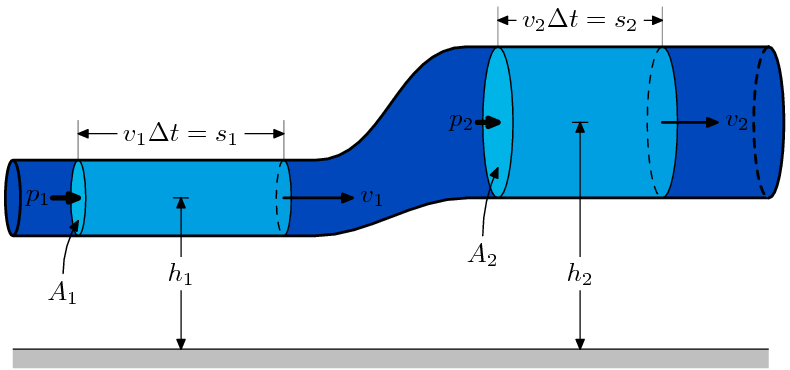
베르누이 법칙 도출 다이어그램 (Bernoullis Law Derivation Diagram)

유체역학(流體力學, 영어: fluid mechanics)은 유체(액체와 기체)의 운동에 대해서 연구하는 학문이다. 정지상태에 있는 유체에 대해 연구하는 유체 정역학, 운동중에 있는 유체에 대해 연구하는 유체 동역학으로 나뉜다. 또는 유체에 따라서 액체일 때는 수역학, 기체일 때는 기체역학으로 분류하기도 한다. 최근에는 컴퓨터의 발달과 함께 전산유체역학이 새롭게 떠오르고 있다.

## 역사
유체역학은 고대 농경사회부터 인간이 폭우와 홍수에 대비하기 위해 벽돌을 쌓아보기도 하고, 운하나 저수지, 하수도 등을 건설하기도 하면서 시작되었다. 고대인들이 관심을 가졌던 것은 단지 물의 흐름과 마찰에 대한 피상적인 부분에 해당하는 수력학(hydraulics)이었다. 그로부터 지금까지 많은 과학자들의 이론과 실험을 토대로 현대의 유체역학으로 발달하게 되었다.

## 주요 분과
유체역학의 응용분야는 아주 다양하다. 예를 들면, 펌프, 송풍기, 팬, 압축기 등의 기계와 항공기, 선박, 자동차 등의 운송수단, 인체의 인공순환장치, 골프의 슬라이싱, 난방 배관 등 우리 주변에서 볼 수 있는 많은 도구, 장비, 기계들에 응용된다.

## 연속체 역학과의 관계
유체를 정의하는 데에는 공학적으로 '유체가 연속체라는 가정하에  이러한 유체를 전단응력에 따라 변형력을 수리(數理)적 또는 정량적으로 확인할 수 있는 물체'로 기술할 수 있다.
강체 역학과 유체 역학은 어느 하나만을 다루기 보다는 나아가 현실계의 현실 상황을 고려했을 때 응용을 위해 서로 밀접한 관계를 갖는다.
| 연속체 역학 연속 물질에 대한 물리학 연구 | 고체역학 고정된 형상을 가진 연속체인 고체에 대한 물리적 현상을 연구하는 학문 | 탄성 물체에 가해진 변형력이 사라졌을 때 물체가 원래의 모양으로 복구되고자 하는 성질 | 탄성 물체에 가해진 변형력이 사라졌을 때 물체가 원래의 모양으로 복구되고자 하는 성질 |
| 연속체 역학 연속 물질에 대한 물리학 연구 | 고체역학 고정된 형상을 가진 연속체인 고체에 대한 물리적 현상을 연구하는 학문 | 소성 물체에 충분히 큰 힘이 가해졌을 때 물체의 모양이 영구적으로 바뀌는 성질         | 유변학 물질 중에는 점탄성(visco-elasticity)을 가진 것도 있다. 점탄성이란 점성(viscosity)과 탄성(elasticity)이 복합된 성질을 말한다. 이러한 경우에는 고체역학과 유체역학 사이의 구분이 모호해진다. |
| 연속체 역학 연속 물질에 대한 물리학 연구 | 유체역학 유체의 물리적 성질을 다룬다. 유체의 성질 중 중요한 한 가지는 점성으로서, 이는 유체에 속도의 공간에 대한 기울기(속도벡터의 gradient)가 있을 때 그에 대해 유체 내에 생성되는 힘이다. | 비뉴턴 유체 적용된 전단 응력에 비례하는 변형률을 겪지 않는다.                       | 유변학 물질 중에는 점탄성(visco-elasticity)을 가진 것도 있다. 점탄성이란 점성(viscosity)과 탄성(elasticity)이 복합된 성질을 말한다. 이러한 경우에는 고체역학과 유체역학 사이의 구분이 모호해진다. |
| 연속체 역학 연속 물질에 대한 물리학 연구 | 유체역학 유체의 물리적 성질을 다룬다. 유체의 성질 중 중요한 한 가지는 점성으로서, 이는 유체에 속도의 공간에 대한 기울기(속도벡터의 gradient)가 있을 때 그에 대해 유체 내에 생성되는 힘이다. | 뉴턴 유체는 적용된 전단 응력에 비례하는 변형률을 겪는다.                            | |

## 같이 보기
- 슬립스트림
- 연속체 역학
- 퍼텐셜 유동
- 풍동

## 참고자료
- 고영하; 권혁칠, 조성갑, 정운철 (2012). 《유체역학》 초판. 북스힐. 9쪽. ISBN 89-5526-286-8.
- (Fundamentals of Fluid_Mechanics - BRUCE R. MUNSON, DONALD F. YOUNG, THEODORE H. OKIISHI  2E,Wiley,1994)https://www.amazon.com/Brief-Introduction-Fluid-Mechanics/dp/0471362433
- (Fundamentals of Fluid Mechanics, 6th Edition SI Version - Bruce R. Munson, Donald F. Young, Theodore H. Okiishi, Wade W. Huebsch

,Wiley)https://www.wiley.com/en-gp/Fundamentals+of+Fluid+Mechanics%2C+6th+Edition+SI+Version-p-ES80470398814(ISBN%5B깨진+링크(과거+내용+찾기)%5D: ES8-0-470-39881-4)
- (K-MOOC, 유체역학,금오공과대학교)https://web.archive.org/web/20200101101334/http://www.kmooc.kr/courses/course-v1:KUMOHk%2BCK_KUMOH01%2B2019_1/about
- (K-MOOC, 유체역학,부산대학교)https://web.archive.org/web/20200101101331/http://www.kmooc.kr/courses/course-v1:PNUk%2BFM_C01%2B2019_KM_010/about